# Latina Football Club 1976-1977
Questa pagina raccoglie le informazioni riguardanti il Latina Football Club nelle competizioni ufficiali della stagione 1976-1977.

## Rosa
| N. |                   | Ruolo | Calciatore          |  |
| -- | ----------------- | ----- | ------------------- |  |
|    | Italia (bandiera) | D     | Andrea Bernabucci   |  |
|    | Italia (bandiera) | A     | Angelo Brunello     |  |
|    | Italia (bandiera) | A     | Salvatore Caiazza   |  |
|    | Italia (bandiera) | C     | Tommaso Calise      |  |
|    | Italia (bandiera) | D     | Vincenzo Carannante |  |
|    | Italia (bandiera) | C     | Damiano Coletta     |  |
|    | Italia (bandiera) | P     | Franco Del Prete    |  |
|    | Italia (bandiera) | C     | Angelo Fadigati     |  |
|    | Italia (bandiera) | P     | Alvaro Rezzonico    |  |
|    | Italia (bandiera) | C     | Alberto Marini      |  |

| N. |                   | Ruolo | Calciatore               |
| -- | ----------------- | ----- | ------------------------ |
|    | Italia (bandiera) | A     | Francesco Antonio Morano |
|    | Italia (bandiera) | A     | Raffaele Pepe            |
|    | Italia (bandiera) | C     | Vittorio Petrella        |
|    | Italia (bandiera) | C     | Ernesto Pezzuoli         |
|    | Italia (bandiera) | D     | Vincenzo Rispoli         |
|    | Italia (bandiera) | D     | Ascanio Rinaldi          |
|    | Italia (bandiera) | P     | Vincenzo Ronzulli        |
|    | Italia (bandiera) | A     | Nicola Sardelli          |
|    | Italia (bandiera) | C     | Fabrizio Venturini       |
|    | Italia (bandiera) | A     | Riccardo Paolucci        |